# Carl Weibøl
Carl Weibøl (født 23. december 1911 i Esbjerg, død 16. februar 2001) var en dansk erhvervsmand, der fra 1965 til 1976 var havnechef i Københavns Lufthavn.
Carl Weibøl, der var søn af en skibsfører, blev udlært i shipping i Dampskibsselskabet Dannebrog og tog eksamen fra Handelshøjskolen i København i 1932. Herefter blev han volontør ved et befragtningsfirma i Hamborg, men vendte i 1934 hjem til en stilling i administrationen i Københavns Lufthavn. Her blev han i 1946 fuldmægtig, i 1949 kontorchef og fra 1965 havnechef (i dag administrerende direktør).¨
Som havnechef stod han bag et forslag om etableringen af en luftpudebro mellem Kastrup og Malmø til transport af de mange svenskere, som benyttede lufthavnen. Det blev ikke til noget, men 21 år senere blev der indsat en luftpudebåd - en katamaranfærge - på strækningen.
Foruden at være ridder af Dannebrog var han tildelt adskillige udenlandske ordner: Han var ridder af Finlands Hvide Roses Orden, officer af Italiens Fortjenstorden, ridder af den Nederlandske Orden af Oranien-Nassau, ridder af Nordstjerneordenen, officer af Tunesiske Republiks Orden og Fortjenstkors 1. kl. af Tyske Forbundsrepubliks Fortjenstorden.